# 乔希·艾伦
乔舒亚·帕特里克·艾伦（Joshua Patrick Allen，1996年5月21日—），通常被称为乔希·艾伦（Josh Allen，又被译为约什·阿伦），是美国全国橄榄球联盟（NFL）布法罗比尔队的一名美式橄榄球四分卫。艾伦曾在怀俄明大学打大学橄榄球，并获得过碗赛最有价值球员（MVP），在2018年NFL选秀中被比尔队在总第7顺位选中。
艾伦在2020年迎来了爆发的一个赛季，他带领比尔队夺得了自1995年以来的首个分区冠军和季后赛胜利，闯入美联决赛。他还创造了比尔队的单赛季传球码数和达阵次数的纪录，同时获选参加职业碗和最佳阵容二队。在布法罗比尔队效力期间，他带领球队共四次打进季后赛，连续三次获得分区冠军，四次在季后赛中获胜。
2023-2024球季在季後賽先以31-17擊敗匹茲堡鋼人，但在下一輪以24-27輸給堪薩斯酋長隊
2024-2025季後賽在第一輪以31-7大勝丹佛野馬隊，josh allen單場傳出了272碼，第二輪繼續在主場迎戰巴爾帝摩烏鴉，兩隊殺到最後一刻，最終比爾以27-25收下勝利，美國聯會分區冠軍賽客場踢館堪薩斯，兩隊開局後展開拉鋸，互有領先，直到最後比爾以29-32惜敗給堪薩斯酋長
這個賽季Josh Allen也成功入選MVP最終名單